# Jacob Brønnum Scavenius Estrup
Jacob Brønnum Scavenius Estrup, född 16 april 1825 i Sorø, död 24 december 1913 i Undløse, var konservativ dansk politiker (statsminister). Han var dotterson till Jacob Brønnum Scavenius och son till Hector Frederik Janson Estrup.
Han ärvde 1846 herrgården Kongsdal och köpte 1852 Skafføgaard. Estrup blev invald i folketinget 1854, i samband med striden mot regeringen Ørsted, som han ansåg skulle fällas i riksrättsrättegången. Redan efter ett halvår drog han sig tillbaka efter politiken.
År 1864 återkom han, nu genom att bli vald till landstinget där han blev godsägarnas ordförande. I november året efter blev han inrikesminister i regeringen Frijs. Som inrikesminister genomförde han utbyggnader av järnvägsnätet, såg till att en hamn blev anlagd i Esbjerg, flyttade över ansvaret för väghållningen till amten och införde en ny kommunallagstiftning som omfattade både stad och landsbygd.
Efter att regeringen avgick 1869 verkade han åter som godsägarnas ledare i landstinget innan han 1875 blev stats- och finansminister.
Som statsminister var Estrup nära lierad med kungen och motståndare till parlamentarismen. Han kom att regera med hjälp av provisoriska lagar då han inte hade tillräckligt stöd i folketinget (men däremot i landstinget). Den 21 oktober 1885 genomförde typografen Julius Rasmussen ett misslyckat mordförsök på Estrup.
Under hans tid som statsminister kom partiet Højre att efterhand bildas av Estrups anhängare. Han avgick 1894 på sina partivänners uppmaning i samband att en kompromiss med liberala krafter. Han lämnade landstinget 1898, men återkom 1900 som kungavald medlem.